# 國民革命軍第五軍

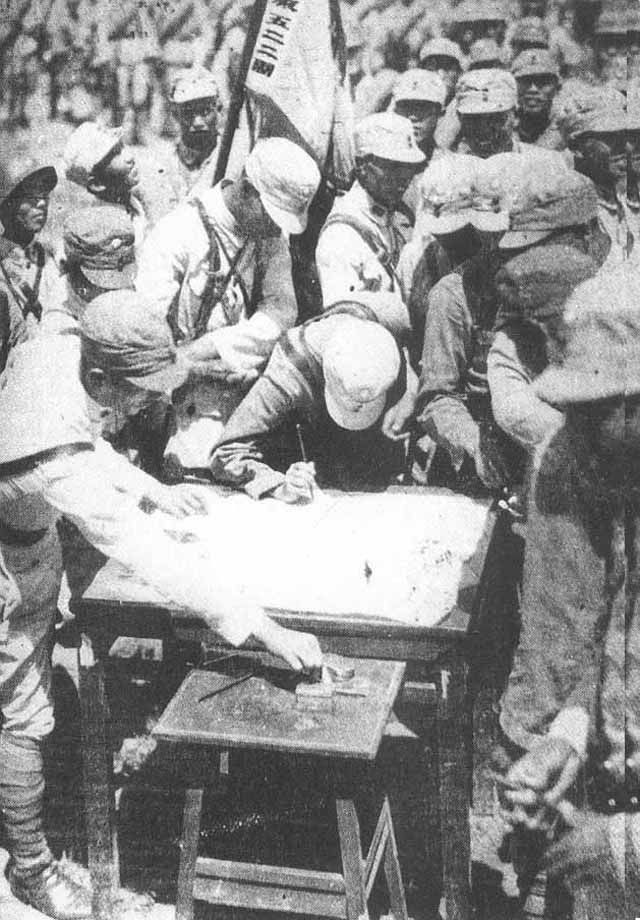
第五军官兵战前宣誓

國民革命軍第五軍是中國國民革命軍的其中一個番號，曾先後用在多支部隊身上。最先使用第五軍番號的是原「福軍」。抗戰開始後1939年後以第二百師為骨幹建立的第五軍，軍長杜聿明，成為抗戰時聲名顯赫的部隊，曾編入征緬軍進入緬甸作戰。抗戰勝利後第五軍為國軍五大主力之一。1949年於中被殲滅（即邱清泉兵团）。之後重建，撤往金門。

## 廣州國民政府時代
最初使用國民革命軍第五軍此番號者為為李福林之「福軍」，主要為一「綠林部隊」，在辛亥革命後於廣州河南一帶建立，主要活動在珠江流域，軍隊來源主要為原本的地方土匪與民間團練合組。李福林在二次革命期間支持龍濟光，因此他雖是傾向國民黨卻未被解散。福軍收入主要來自自營鏢局，因此大部分時間部隊是分散在珠江各地，以「護商隊」為名擔任江河警備保全牟利。但因福軍指揮官李福林身兼廣惠鎮守使，控制河域，也放任這些部隊進行走私，走私所得亦用於維持部隊運作。
在孫中山宣布在廣州發動護法運動時，李福林支持，福軍後被編入為「建國粵軍」第三军，李福林任军长。其部队分驻南海、番禺、顺德各县。军部设在广州市区河南的海幢寺。
1925年7月，廣州國民政府成立，在粵各路軍隊劃入國民革命軍後番號重編。福軍在此時擴編為國民革命軍第五軍，军部亦仍设在海幢寺。下轄2師；因部隊兵源構成仍是以地方武力改組，戰力不堪重任。當時編制如下：
- 軍長：李福林
- 副軍長：鄧彥華
- 参谋长兼国民党党代表及军部政治部主任：李塱如
- 参謀處長：劉超常
  - 第十三師（師長：徐景唐）。第十三師後轉隸國民革命軍第四軍指揮，但指揮體系沒有變動。
  - 第十五師（師長：李群）。未参加北伐，其部队分驻于广东省之南海、番禺、顺德等县，军纪败坏。
  - 第十六師（師長：練炳章）。奉命参加北伐。主要為預備部隊，未经过战斗历练。当时第16师辖三个团又一个特务营，46团团长为陆满，47团团长为李林，48团团长为陈伟图，师部参谋长为陈柱，师政治部主任为曾时澜。第16师师部最初驻韶关，部队则沿韶关、乐昌、仁化及湖南省之汝城、桂东之线前进。1927年春，师部及三个团已先后沿赣江进驻江西省之吉安、南昌一带。1927年3月蒋调16师由南昌回赣南驻赣州。第五军军长李福林派军部军需处长郭孝海，第五军军部政治部李塱如派其党务科长汪叔度前来赣州，密授拥护蒋介石清党。十六師练師長派兵捉拿师政治部主任曾时澜，曾时澜已于练围拿之前夕只身逃走，由大庾、南雄、曲江、乐昌、郴县、衡阳等地潜赴武汉，转入国民革命军总政治部工作。练炳章率16师师部及其所属46团由赣州、大庾，向韶关前进尚未到达南雄时，其原驻韶关之特务营已为国民革命军第二军教导师缴械。其所属47、48两团部队，则被第16师副师长王若周掌握，向赣江下游移动投蒋，后来这两团部队被蒋编为第16师，与第五军脱离了关系。第16师政治部自被练炳章勒令停止活动后，其工作人员绝大部分取道吉安、南昌、九江转赴武汉向国民革命军总政治部报到，与武汉军事政治学校的学生编并为国民革命军第四军教导团，第四军参谋长叶剑英兼任团长。1927年8、9月间，教导团回到广东，驻扎于广州市的北较场四标营。1927年12月11日参加广州起义。

1927年發生廣州張黃事變，李福林支持張發奎。廣州暴動期間第五軍為主力鎮壓。事件後李福林解職歸田，次年由徐景唐出任軍長。

## 南京國民政府
1929年，爆發蔣桂戰爭，徐景唐支持新桂系，被效忠蔣介石的陳銘樞及陳濟棠部大敗。第五軍被縮編為國民革命軍第5師，軍級番號遭到剝奪；但是該番號隨即於1929年3月啟用，軍長是遭新桂系罷黜的魯滌平，編制有國民革命軍第7師、第18師、第45師，隸屬於朱培德指揮的國民革命軍第1路軍。中原大戰爆發前夕，第五軍所轄有第18師、第50師，隸屬於國民革命軍第9路軍，指揮官魯滌平，18師與50師都是在孫中山時代擁護孫的湖南省省軍（建國湘軍）組成，屬於地方派系特色較顯著的中央軍部隊。
中原大戰後，第五軍主力在1930年底返回江西省，投入第二次江西剿共戰爭。在該役遭中國工農紅軍擊潰，第18師師部與52、53旅潰滅，18師師長張輝瓚、下屬之第52旅旅長戴岳遭俘虜，53旅旅長王捷俊、副旅長洪振楚戰死、50師師長譚道源則在混戰中逃跑，這兩個師重建後改用國民革命軍第二十二軍之番號，原使用的第五軍番號則於1931年停用。
1932年於上海一二八事變，最初在該地迎戰的僅有國民革命軍十九路軍。在戰事有擴大的跡象後，蔣中正以中央軍第87、88師編成第五軍（軍長張治中）投入上海戰場。事件告一段落後，部隊回歸原建置，番號解編。
1933年初，在陳誠的建議下第五軍番號啟用，納編國民革命軍第52師（福建地方軍閥部隊改組，師長盧興邦）、國民革命軍第59師（四川省陸軍第一軍殘部改組，師長賴心輝），軍長羅卓英、副軍長周至柔。該部隊在1933年2月第四次江西剿共戰爭初期便遭到紅軍殲滅，從成立到毀滅不超過三個月。此後該軍編號在抗戰前即為空缺。

## 抗日戰爭
1937年4月，陆军交辎学校的战车营与交二团的装甲汽车，南京郊外的方山合编为陆军装甲兵团，直属军政部，又因为战车营原属交辎学校，故装甲兵团归陆军交辎学校管理。团长杜聿明（交辎学校学员队少将队长），辖：
- 战车营：营长胡献群上校，辖3个战车连、1个汽车补给连
- 搜索营：营长萧平波，辖3个连。
- 准备营：营长刘介辉
- 战防炮营
- 补充营
- 通信排
- 特务排
- 卫生队
- 修理工厂

1937年8月由团长亲率战车营第一、二两连及战防炮营参加八一三淞沪会战，在汇山码头阻击日军登陆，达成任务。1937年12月8日战车第一连（配备德制克虏伯战车15辆）参加南京保卫战，中被敌击毁三辆战车，其余在撤退中油料耗尽全部被遗弃。
1938年1月，裝甲兵團（團長杜聿明）在湖南湘潭擴編為國民革命軍第200師，為當時國軍唯一機械化部隊，当时世界上第四个装甲师。接收了从广州卸船运来的的蘇聯T-26坦克82辆（重九吨半，45mm主炮，机枪2挺，车载电台）、德国毫须装甲汽车（Sd.Kfz.222）18辆、奔驰柴油卡车40多辆、美式福特4缸卡车400多辆、意大利寸达浦机器脚踏车40多辆。师长杜聿明，副师长邱清泉，苏联顾问高尚夫（坦克兵顾问组长彼得·德米特里耶维奇·别洛夫少校）。首任师参谋长为彭璧玉少将，3月改为廖耀湘少将。总翻译是李修业。3月，首批40辆T-26与苏联顾问和教员到达湘潭，当时还有10辆T-26已到昆明，32辆尚在运送途中。1938年8月前基本组建完成。辖：
- 第1149团：团长胡献群。战车团。第1、第、第3营为T-26坦克；第4营为原装甲兵团。驻地湘潭云桥湖
- 第1150团：团长韩增栋。战车团。起初驻湖北武昌，武汉会战时迁至湘潭七里铺
- 第1152团：团长高吉人。步兵团。由原装甲兵团的准备营扩编而成。辖4个营和一所修理厂，第一、二、三营为步兵营，第四营为汽车运输营，没有坦克。
- 辎重兵营：营长杜鸿范。装备奔驰卡车
- 通信营：营长刘农畯
- 特务营：营长张信卿
- 搜索营：营长萧平波。第二连为德国毫须装甲汽车（Sd.Kfz.222）
- 化学兵连
- 战防炮营
- 工兵营
- 补充营
- 准备营
- 修理工厂：厂长李恩叙
- 炮兵第52团（战防炮团）：由战防炮教导队改编而成。团长冯尔骏。苏罗通炮。派往第五战区参加台儿庄战役。
- 技术补充团：1938年7月补充营与准备营合并。

1938年10月由第二百师抽调部分军官加上湘赣军管区的新兵组建而成，在湖南湘潭组建新编第22师，首任师长是毕业于黄埔军校第二期工兵科的邱清泉。
1938年11月1日第200师在湖南湘潭擴編為新編第十一軍，军长是被誉为國民革命軍装甲兵之父的机械化学校教育长徐庭瑶，杜聿明中将升任副军长兼第200师师长，黄翔少将为军参谋长，辖第200师、新22师。移驻广西全州。1939年1月，徐庭瑶辞任军长，由杜聿明升任，苏联顾问为别洛夫；下辖：
- 第200師：原属第1152团的3个步兵营与补充团改编为两个步兵团，番号改为第1149与第1150团，另外新成立步兵第1151团；1938年12月，杜聿明专任副军长，步兵第98师副师长戴安澜少将升任第200师师长。
- 新編第22师：师长邱清泉少将，副师长廖耀湘少将，驻湖南东安
- 第77師。湘军杂牌，1939年1月第77师改隶國民革命軍第七十三軍，将國民革命軍第八軍編制下國民革命軍榮譽第1師移編給新十一軍。
- 荣誉第一师：师长郑洞国，驻湖南零陵。1939年1月调入新11军。
- 军属裝甲兵團：原属第1149与第1150团的4个战车营合编，团长胡献群上校，编制上仍为4个战车营和一所修理厂（总务、修理和器材3个股）；2个运输坦克的输送连（总计128辆7吨载重车），工兵连（烟幕伪装与爆破排，驾驶排，筑路排和材料排）、通信连（4格通信排）、特务连（侦察排、战车排、警戒排和传令排）、补充连、卫生队和修理工厂各一；每个战车营下辖3个战车连，补给连（燃料排、弹药粮食排和预备车排）、侦察排、特务排和修理所各一；每个战车连有3个战车排1个补给排。
- 军属汽车兵团：原属第1149与第1150团的各自的第三营与原第1152团第四营合编，团长韩增栋上校，编制上仍为3个汽车营和一所修理厂；
- 军属骑兵团：原200师属搜索营在增加一个重武器连和一个骑兵连后扩编为，团长萧平波上校。驻重庆白市驿机场。团本部有军官31名，士官和士兵61名，11辆车（其中有至少1辆Sd.Kfz.223型装甲通信指挥车）。团部辖5个连，以及通信排、辎重排、特务排和修理工厂各一。第一连为装甲汽车连，连部辖3个排和1个修理班，装备4辆Sd.Kfz.222型和10辆Sd.Kfz.221型装甲车，编制上共有军官13名，士官和士兵138名，39辆车；第二连装备4辆德制装甲车，以及原先搜索营第二连的两轮摩托车；第三连与原先搜索营第一连相同；第四连为重兵器连，配置与当时德军标准的师属侦察营重兵器连相同，由一个迫击炮组，一个3.7cm Pak 反坦克炮排，一个工兵排等单位组成；第五连为传统的乘马骑兵连。
- 军属重迫击炮团
- 军属工兵团
- 军属辎重兵团
- 军属补充团
- 军属战防炮营
- 军属通信营
- 军属特务营

1939年8月18日新十一軍正式更名為國民革命軍第五軍，副军长由荣一师师长郑洞国兼任。
1939年11月，第五军装甲兵团第三、四营在河南兰封、信阳等地对日军作战后，奉命移防陕西西安，在华阴、朝邑、大荔一线充实黄河河防，防范日军从晋西南强渡黄河。团长郭彦。
1939年底時，編制為：
- 軍長：1939年6月5日，俞济时任第5军军长（仅任职14天），杜聿明任副军长代理军长 。副军长刘家树/郑洞国。
  - 第200師（師長戴安瀾）为普通的步兵师。該師軍歌《義勇軍進行曲》為師長戴安瀾指定的，為日後的中華人民共和國國歌。
    - 第600团：团长邵一之。率先由摩托化运输，从衡阳驻地赶到南宁与日军交战，1939年11月24日该团撤出南宁。团长阵亡。
    - 辎重兵营，营长冯少云

  - 榮譽第1師（師長鄭洞國）
  - 新编第22師 師長廖耀湘
  - 装甲兵团：团长马辙
  - 骑兵团：团长萧平波
  - 辎重兵团：团长杜鸿范
  - 汽车兵团
  - 战防炮团
  - 特务营
  - 通讯营
  - 军医院
  - 修理工厂
  - 子弟学校
  - 成衣（家属）工厂
  - 酒精厂
  - 印刷厂

1939年12月底至1940年初，華南發生桂南會戰，第五軍擔任昆侖關戰役主力以重大傷亡奪回昆侖關。由于昆仑关战役损失较大，第五军装甲兵团第一、二营（战车第一、二、五、六、七连）共有7名军官和38名士兵阵亡。参战坦克总共54辆，1940年1月7日的〈陆军第五军装甲兵团昆仑关战役损坏车辆报告表〉记录的具体损失为：完全损失4辆T-26（车号528、546、581、583）和4辆CV35（车号736、787、804、807，其中736和807因陷敌阵被日军俘获）；被敌炮击伤而后修复11辆T-26和5辆CV35。
1940年4月，荣誉第1师遭抽調成立新的新編第十一軍，由第五軍副军长郑洞国升任。榮1師的空缺由國民革命軍第三十六軍之第96師抽調補充，此时，该军军长杜聿明，副军长邱清泉，刘嘉树，下辖第200师、新编第22师、第96师，另统帅部炮兵两个营。1940年8月，军政部将第五军装甲兵团第一、二营和团直属部队合编为装甲兵第一团，仍隶属于第五军军部，团长胡献群少将，编制装备不变。至此，该团进入较平静的一年半休整期，直到1942年远征缅甸；将第三、四营和第五军军属修造厂西北分厂等单位合编，于1940年10月1日正式成立装甲兵第二团，驻地大荔，直接隶属于第34集团军（原第17集团军扩编而成），团长为原第五军西北战车指挥官郭彦上校。
1941年12月，日軍偷襲珍珠港，隨後進攻緬甸，企圖切斷中國唯一對外之陸上補給線。國民政府應英國之請於12月底起派出第五軍、第六軍及第六十六軍為遠征軍第一路军共计10万余人入緬甸。當時第五軍下轄200師、新編第22師（師長廖耀湘）、96師（师长余韶）。杜聿明任远征军副司令长官兼第五军军长。第五軍率领3个步兵师進入緬甸。军属装甲兵团由昆明驻地出发，公路行军，由于滇西公路弯曲，大型拖车不能通行，将T-26战车分解用卡车装运；于1942年3月20日通过畹町进入缅境，分解的八台T-26战车在腊戍组合安装，小型战车由腊戍铁运，汽车则公路急行军赶赴缅南。3月29日，以两个连（各七辆战车）协同步兵部队新编第22师（师长廖耀湘）对日军作战。因战局丕变，装甲兵团旋即沿滇缅公路后撤，与追击日军进行迟滞作战，最后在腊戍至畹町间的贵街达成迟滞任务后，即经畹町返回国境内4月30日至遮放。日军攻入滇西，国军破坏怒江惠通桥，以致装甲兵团未能全部撤出，最后仅战车、汽车四十七辆返回昆明阳林整补。所幸T-26战车仅八辆运至腊戍组合安装完成遭损失外，其余则尚滞留在保山而安全运回。
第五军相继参加了同古保卫战，彬文那会战及仁安羌救援，曼德勒会战。由於英軍迅速潰退，中國軍隊陷入日軍包圍。5月8日上午，日军攻占密支那，指揮官杜聿明按蒋中正7日的命令，下令部隊經退回雲南。第五軍軍部與所屬部隊和新编第22师在军长杜聿明率领下，翻越了野人山地区，于1942年7月25日抵达印度雷多。第二百師在东枝作战后，在向八莫、南坎转移途中受到日军伏击，伤亡巨大，戴安澜师长重伤阵亡，师参谋长及第599，600两团团长均在此次突围中失踪，余部由第598团团长郑庭笈率领于1942年6月17日抵达腾冲地区，此时全师仅剩余2,600余人，伤亡失踪达75%以上。第九十六师及军属炮兵、工兵各一部与军部失去联系，在师长余韶带领下，在野人山地区辗转两个多月，翻越高黎贡山，于1942年8月17日抵达中国云南剑川。第五军入缅作战时动员约4.2万人，回国后仅存约2万人，在远征军参战部队中伤亡最为惨重。装甲兵第一团的人员伤亡无详细记载，T-26坦克原有47辆，战斗和撤退总损失11辆，其中战斗过程记载了10辆损失。
緬甸戰役撤退後，第五軍軍部殘餘部隊以空運運回中國境內，與撤退回國之部隊會合。新22師則留在印度，被编入中国驻印军，編制空缺由國民革命軍第六十六軍所屬之新編第39師移編補足。此後第五軍主要任務為昆明防禦與雲南國境守備，並在1943年3月納入Y部隊第一批改編計畫，開始接收美援軍械與美式操練。第五軍並未參加滇緬反攻作戰，而是作為戰略預備隊的角色在後方整訓。
装甲兵团撤回国内，该团担任训练补充工作的战车第三营驻防广西全州界首镇，其余各部于8月起在昆明郊外的嵩明、杨林和猪衙集中整训，开办驾驶、射击、保养、通信、战场抢救、步坦协同战术等训练班。1942年9月，团长胡献群少将升任第96师副师长，由战车第二营营长马彻中校继任装甲兵第一团团长。1943年春，军政部令于昆明成立战车补充兵训练处（处长马师恭），专为驻印军战车部队训练补充兵员。
1943年1月28日杜聿明升任第五集团军总司令，軍長由邱清泉接任。刘嘉树、彭壁生、余韶、梁恺等相继担任过该军副军长。新39師與國民革命軍第六軍所屬之第49師互相對調。1943年3月，国民政府军事委员会鉴于第五军1942入缅作战期间损失过大，在美国顾问的策划协助下，将该军所属部队重新编组，以便接收美援装备。第五军直属的各机械化团、营、连级部队被调出，与摩托化步兵第143团和第144团合编，在嵩明县成立直接隶属于军政部的第48师，由郑庭笈少将任师长。辖2个步兵团与1个搜索团（第五军骑兵团，团长冯恺/冯少云）。原第五军装甲兵第一团改番号为第48师第142团，团长为马彻上校，人员和装备编制不变。第143团团长苏维中，第144团团长田鹗云。1945年7月间撤销，搜索团编入第五军装甲兵团，第142团番号改回装甲兵第一团直接隶属于军政部，2个步兵团编入第五军各师。
1944年1月，第五軍移撥部分軍士官幹部與特務營成立傘兵第一團的服務連與特務連，並派幹部前往衡陽、桂林、柳州、貴陽招考兵力，傘兵團長為第五集團軍作戰處處長李漢萍將軍（黃埔六期），副團長是集團軍司令部科長簡立上校。
1944年3月，军政部成立陆军第48师，装甲兵团改隶第48师，并改番号为142团。自此，装甲兵与第五军脱离隶属关系。
1945年初，新编第39師解編，調播國民革命軍第二十七軍隸屬之第45師編入第五軍，並納入阿爾法部隊換裝計劃，撥發美國軍援武裝。由於200師長期擔任雲南國境防禦作戰，因此在1945年4月統計時，其裝備領取美械比例僅10%，遠低於45師與96師的80%。因整訓需求，因此直到8月中日本投降時仍在昆明駐防。

## 國共內戰
抗戰後，第五軍的首要任務為鎮壓龍雲。1945年10月3日第五軍包圍位在五華山雲南省政府，解除龍雲的雲南省長一職。隨後第五軍開拔駐守武漢，號稱國軍五大主力之一。第五军装甲兵团、胡宗南的战车团、驻印军组建完成的3个战车营合编为陆军装甲兵司令部，司令徐庭瑶，副司令兼战车第一团团长蒋纬国，战车第二团团长鲍熏南。
- 1947年初，轉調華東，於山東一帶與解放軍作戰。年底，改為整編第五師，師長邱清泉，下轄第45旅、第96旅、第200旅。
- 1948年，恢復軍級番號，駐徐州。11月，國共徐蚌會戰試圖解第7兵團（黃百韜）之圍未成功，返回徐州。
- 1949年1月，在陳官莊被圍，僅8,000人突圍。

### 徐蚌會戰後重建
第五軍遭重創後，1949年在福建省南平縣重建，軍長熊笑三。200師师长杨彩藩因为和地方人士关系不好，导致部队招兵困难，于是又改派福建籍的叶敬接任。200师参谋主任林秉勋因为靠山杨彩藩的离去而无法立足，便带着一个新兵营开到温州，找第五军的前辈—时任浙江省第五区行政督察专员的叶芳。叶芳掌握着第五军的一个新兵团，熊笑三屡次要叶将这个团调到福建编进200师。叶了解到第五军实际情况后，1949年4月自立第200师旗号，被在福建的第五军戏称为“人造丝（人造师）”。温州第200师成立仅七天就宣布起义投共，熊笑三又遭檢舉其父為共產黨員身分而被撤职查办。1949年5月，高吉人接任军长，将华心权安插为200师副师长。但在福建招兵任极为困难，到职两个月所招兵员仍极其有限。
1949年7月国防部在福建召開的整軍會議中，福建省長兼福建綏靖公署主任朱紹良一度計畫將第五軍縮編成200師，並將200師併入國民革命軍第一二一軍內，但考虑到5军的特殊地位該方案最後並未實施，而是將一二一軍兵力充實至第五軍內，第5军军部被121军军部代替，121军军长沈向奎成了5军新任军长，高吉人挂22兵团副司令官头衔。
調整編制後的第5軍，轄第200師、第325師、第350師。原所屬的45師調整番號變為200師，師長麻心全。1949年8月下旬移防金門，改番號為第25軍，撤銷第325師（因該師副師長陳言廉投共），嗣又以空軍警衛部隊，成立第40師（空軍警衛第1旅與福建地方部隊改編，師長范麟）、第45師（空軍警衛第2旅與福建地方部隊改編，師長勞聲寰）。再撥出第200師，使與第9軍之第166師（師長葉會西），重新編成第5軍（軍長李運成） 。隸屬國民革命軍第二十二兵團，高吉人調任二十二兵團副司令官。第五軍在形式上雖然續存，但無論在兵力素質、裝備均已大不如往。
新編成的第五軍轄第200師、第166師兩個師，其中166師奉福州綏署之命，留置廈門歸綏署直轄。第5軍只帶第200師約1900餘人移防烈嶼。1949年10月17日廈門戰役後，166師殘部（師部及第497團之殘部）約1000餘人退守烈嶼，歸建第5軍。因此1949年10月古寧頭戰役前夕，第五軍總人數僅有不到4,000人，駐防烈嶼，該部隊因缺乏重武器因此實際並未參戰。

## 中華民國政府遷台
古寧頭戰後，二十二兵團解散，所有部隊調撥給第十二兵團，第五軍續留烈嶼，負擔小金門與大擔島防禦任務。隨後166師併入第200師，成為該師第600團。其後第五軍納編因舟山撤退而未北調的原十二兵團所屬之國民革命軍第75師、國民革命軍第14師，1950年7月軍長由高吉人回任。在大擔島戰役中，75師所屬部隊殲滅解放軍攻勢。
- 1954年7月1日，第五軍與陸軍第十九軍在福建金門併編為陸軍第四軍，軍長胡翼烜中將，下轄陸軍22師、23師、24師。
- 1955年7月1日，台灣東部防守區司令部與第四軍併編為陸軍預備部隊訓練司令部，司令劉安祺中將。
- 1964年12月18日，番號變更為陸軍訓練司令部，司令華金祥中將。
- 1966年6月16日，與陸軍作戰發展司令部併編為陸軍訓練作戰發展司令部，司令羅友倫中將。
- 1979年7月1日，整編為陸軍第八軍團司令部，司令陳守山中將。

## 遗迹
- 陆军第五军昆仑关战役阵亡将士墓园位于广西壮族自治区南宁市，做为昆仑关战役旧址之一，列为第六批全国重点文物保护单位。